# Армяне в Гори
Армяне в Гори — национальное армянское меньшинство, проживающее в грузинском городе Гори.

## История

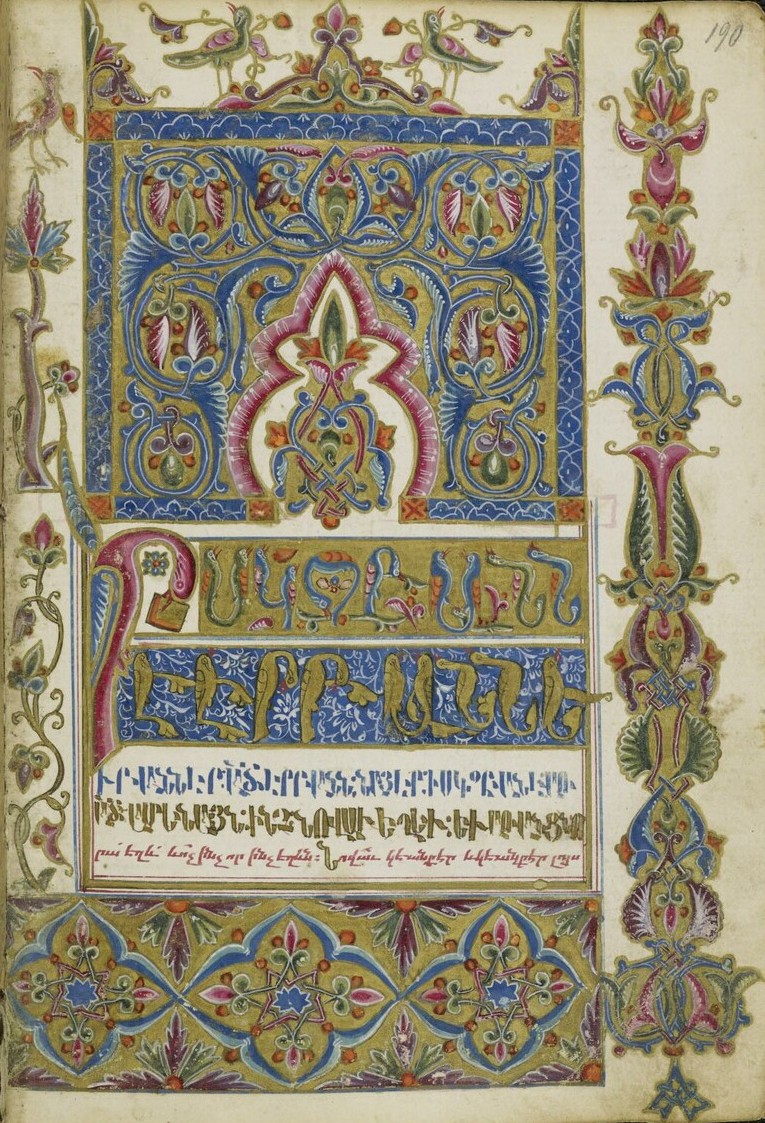
Армянская рукопись переписанная в Гори в 1706 году

Гори впервые упоминается в летописях с VII века н. э., хотя некоторые источники связывают основание города с царствованием Давида IV Строителя в начале XII века. Как отмечает армянский хронист Смбат Спарапет:

Царь Давид был человеком воинственным… Вокруг него собрались все остальные войска армян. Он построил армянский город в Грузии, утвердил много церквей и монастырей и назвал этот город Гура (Гори). Он имел от армянки сына, по имени Димитре, который был очень высокого роста. 
13 июля 1858 года в городе было открыто Армянское духовное мужское училище, которое содержалось за счёт трёх армянских церквей. По состоянию на 1881 год в нём училось 47 армян, на которых приходилось 2 преподавателя. Кроме этого, в городе была Армянская начальная школа для девочек, которая также содержалась за счёт армянской церкви. В школе по состоянию на 1881 год было 29 учениц, на которых приходилась одна учительница. Кроме этого, армянки обучались в Анастасиинской прогимназии, в которой в 1881 году насчитывалось 34 армянских девочки.
В феврале 1899 года стало известно о награждении «орденом Святого Станислава» III степени протоирея Горийской армянской соборной церкви и учителя армянского языка местного уездного училища Григория Паниева

### Численность
В 1873 году в городе проживало 6000 человек: 3495 армян, 2250 грузин и 254 русских. При этом, по наблюдениям А. Джавахова, армяне Гори почти не говорили по-армянски, а переписку вели на грузинском языке. В 1893 году в городе насчитывалось 7243 жителя, среди них грузин — 3807 человек (52,6 %) и армян — 2894 человека (40,0 %). В советский период наблюдался процесс гомогенизации населения, что привело к резкому изменению национального состава. Резко сократилась доля армян и осетин в окрестностях Гори.

### Духовная жизнь
На 1881 год в городе имелось 14 церквей: 7 армянских, 6 православных (одна из которых русская) и 1 католическая. Наиболее знаменитой из армянских церквей города была церковь св. Стефана, имевшая высокую готическую каменную пирамидальную крышу, покрытую разноцветными изразцами, и башенкой над входом. В последней помещались колокола разных размеров. Сама церковь состояла из трёх отдельных этажей: два верхних могли считаться отдельными церквами, а нижний являлся гробницей для трёх неизвестных святых.
Духовных лиц в городе насчитывалось 12 человек: 6 армянских священников, 5 православных и 1 католический. Влияние православных священников на свою паству было незначительным, в отличие от армянских духовных лиц, чьё влияние на своих прихожан было несколько больше, чем у православных.

### Образование
В городе имелось армянское церковно-приходское училище

## Известные уроженцы
- Мирзоян, Эдвард Михайлович (1921—2012) — советский, армянский композитор, педагог, общественный деятель. Народный артист СССР (1981)
- Модосян, Владимир Гегамович (род. 16 июня 1958) — советский борец вольного стиля, двукратный чемпион СССР (1986 и 1987) и призёр чемпионатов Европы (1982 и 1987), обладатель Кубка мира (1985), чемпион мира (1986), победитель Игр доброй воли (1986). Заслуженный мастер спорта СССР (1986). Заслуженный тренер России (2011)
- Мурадели, Вано Ильич (1908—1970) — композитор, народный артист СССР.
- Погосян, Давид Леванович (род. 1974) — грузинский борец вольного стиля, многократный чемпион Грузии, двукратный чемпион Европы (1997, 1998), призёр чемпионата мира (2001).
- Тер-Петросян, Симон Аршакович (1882—1922) — легендарный русский революционер и друг детства Сталина.